# Iskna jõgi
Iskna jõgi är ett vattendrag i landskapet Võrumaa i sydöstra Estland. Den är ett sydligt högerbiflöde till Võhandu jõgi, Estlands längsta flod. Floden är 29 km lång. Källan är sjön Vaskna järv i Haanja kommun. Iskna jõgi rinner norrut, passerar sjöarna Kavadi järv och Noodasjärv.